# Kajikia
Kajikia (лат.) — род морских лучепёрых рыб из семейства марлиновых (Istiophoridae). Представители рода распространены в Атлантическом, Тихом и Индийском океанах. Длина тела составляет от 3 (Kajikia albida) до 4,2 м (Kajikia audax). Это подвижные пелагические хищные рыбы. Имеют тело вытянутой формы, копьевидное рыло и два спинных плавника. Все виды находятся под угрозой и являются объектами спортивной рыбалки.

## Классификация
На январь 2020 года в род включают 2 вида:
- Kajikia albida — Атлантический белый копьеносец, или атлантический белый марлин
- Kajikia audax — Полосатый копьеносец, или полосатый марлин